# 斯康查仓
斯康查仓，位于西藏自治区日喀则地区江孜县卡堆乡增麻村，是一座藏传佛教寺院。

## 简介
斯康查仓是位于西藏自治区日喀则地区江孜县卡堆乡增麻村的一座藏传佛教寺院。
2012年，斯康查仓的僧人西热伦珠被评为西藏自治区爱国守法先进僧尼。